# Подолье (Ленинградская область)
Подо́лье — деревня в Назиевском городском поселении Кировского района Ленинградской области.

## История
Впервые упоминается в Писцовой книге Водской пятины 1500 года как деревня Подол на реце на Лавуе в Егорьевском Лопском погосте.
Деревня Подол обозначена на карте Санкт-Петербургской губернии Ф. Ф. Шуберта 1834 года.

ПОДОЛ — деревня принадлежит коллежской асессорше Анне Полторацкой, число жителей по ревизии: 42 м. п., 59 ж. п.  (1838 год)

ПОДОЛ — деревня господина Михаэлиса, по почтовому тракту и просёлочной дороге, число дворов — 20, число душ — 51 м. п. (1856 год)

Число жителей деревни по X-ой ревизии 1857 года: 50 м. п., 51 ж. п..

ПОДОЛ — деревня и мыза владельческие при колодцах, число дворов — 21, число жителей: 53 м. п., 48 ж. п. (1862 год) 

Согласно подворной переписи 1882 года деревня называлась Подолы, в деревне проживали 22 семьи, число жителей: 72 м. п., 58 ж. п.; разряд крестьян — временнообязанные.
По данным 1889 года 1042 десятины земли при деревне Подол принадлежали дворянам Л. П. Шелгуновой, М. П. Богданович, Н и Е. П. Михаэлис. Покупка земли произошла до 1868 года. Доход владельцы земли получали от сдачи в аренду местным крестьянам пашен, покосов и выгонов, а также плитной ломки.
В 1900 году, согласно «Памятной книжке Санкт-Петербургской губернии», землями мызы Подол владели: дворянин Николай Петрович Михаэлис — 254 десятины, вдова полковника Людмила Петровна Шелгунова — 509 десятин и крестьянин Андрей Александрович Шлепаков — 351 десятина.
В конце XIX — начале XX века деревня административно относилась к Путиловской волости 1-го стана Шлиссельбургского уезда Санкт-Петербургской губернии.
С 1917 по 1921 год деревня Подолье входила в состав Троицкого сельсовета Лукинской волости Шлиссельбургского уезда.
С 1922 года в составе Путиловской волости.
С 1923 года в составе Ленинградского уезда.
С 1924 года в составе Мучихинского сельсовета.
Согласно данным переписи населения СССР 1926 года в деревне Подолье проживал 181 человек — все русские.
С февраля 1927 года в составе Мгинской волости, с августа 1927 года в составе Мгинского района.
С 1928 года в составе Васильковского сельсовета. В 1928 году население деревни Подолье также составляло 181 человек.
По данным 1933 года деревня называлась Подолье и входила в состав Васильковского сельсовета Мгинского района.

План деревни Подолье. 1941 год

Согласно топографической карте РККА 1941 года деревня называлась Подол и насчитывала 39 дворов. В центре деревни находилась часовня.
В 1958 году население деревни Подолье составляло 20 человек.
С 1960 года в составе Волховского района.
С 1961 года в составе Путиловского сельсовета.
По данным 1966 и 1973 годов деревня Подолье также находилась в подчинении Путиловского сельсовета Волховского района.
По данным 1990 года деревня Подолье находилась в административном подчинении Назиевского поселкового совета Кировского района.
В 1997 году в деревне Подолье Назиевского поссовета проживали 2 человека, в 2002 году — 6 человек (все русские).
В 2007 году в деревне Подолье Назиевского ГП постоянного населения не было.

## География
Деревня расположена в северо-восточной части района на автодороге 41А-120 (подъезд к станции Жихарево), к югу от автодороги Р21 (E 105) «Кола» (Санкт-Петербург — Петрозаводск — Мурманск).
Расстояние до административного центра поселения — 7 км.
Расстояние до ближайшей железнодорожной станции Жихарево — 5 км.
Деревня находится на левом берегу реки Лава. К северо-западу от деревни находится Вытекальское болото.

## Демография
| 1838 | 1862 | 1997 | 2007 | 2010 | 2017 |
| ---- | ---- | ---- | ---- | ---- | ---- |
| 101  | →101 | ↘2   | ↘0   | →0   | →0   |

## Достопримечательности
В ходе исследования русла реки Лава специалистами южно-ладожского отряда Санкт-Петербургской археологической экспедиции, недалеко от деревни Подолье была обнаружена стоянка древнего человека эпохи неолита и каменные орудия V-III тысячелетия до нашей эры.
В XIX веке в деревне Подолье находилось имение, принадлежавшее жене литератора Н. В. Шелгунова. Здесь он бывал в 1850-х — начале 1860-х годов.